# Tiburon (Kalifornia)
Tiburon város az USA Kalifornia államában, Marin megyében. Lakosainak száma 9146 fő (2020. április 1.).

## Népesség
A település népességének változása:

| 2010 | 8 962 |
| 2020 | 9 146 |